# 美國國家航空102號班機空難
美國國家航空102號班機是一班由美國國家航空公司运营的货运航班，主要往返於在阿富汗的英國軍事基地堡壘營以及在杜拜的阿勒馬克圖姆國際機場之間，並在阿富汗的美國巴格拉姆空军基地進行加油。2013年4月29日，一架執行此航班的波音747-400BCF型貨機，從巴格拉姆空軍基地起飛後不久便墜毀，機上七名機組員全部罹難。

## 失事飛機
事故中的飛機是架波音747-428BCF貨機（註冊編號N949CA，序號25630）。該機於1993年製造，原是法國航空的一架747-428M客貨混合機（註冊編號F-GISE），之後進行改裝以作為貨運之用。事故發生之時，該架飛機正為美國空軍機動司令部服務。

## 機組
機長是 34 歲的布拉德·哈斯勒 (Brad Hasler)，自 2004 年以來一直在該航空公司工作，副駕駛是 33 歲的傑米李布羅考 (Jamie Lee Brokaw)，他自 2009 年以來一直在該航空公司工作，擁有 1,100 飛行小時，其中 209 小時乘坐波音 747，加強組員包括37歲的第二機長傑里米·利普卡(Jeremy Lipka) 和32歲的第二副駕駛林庫．舒曼 (Rinku Shumman)，裝載工是 36 歲的邁克爾．希茨 (Michael Sheets)，他自 2010 年以來一直在該航空公司工作，兩位機械師分別是加里·斯托克代爾 (Gary Stockdale) 和蒂莫西·“蒂姆”·加勒特 (Timothy "Tim" Garrett)，均為 51 歲。

## 墜機事故
直至墜機事故發生之時，美國國家航空已在堡壘營與杜拜之間進行貨運長達一個月之久。 該航空公司表示，出事的那架飛機先是從堡壘營出發， 而後在巴格拉姆空軍基地進行加油。 該架飛機於當地時間下午3時30分（11:00 UTC）從巴格拉姆空軍基地的03號跑道起飛。當機鼻大幅上揚時，飛機正爬升至1,200英尺（370）。根據一項未經證實的宣稱，從甚高頻（VHF）航空波段（air-band）的無線電聽到一名機組員報告，在貨艙中所裝載的三輛裝甲車和兩輛掃雷車，總重達80噸的五輛重型軍用車輛發生位移，而後飛機便失速墜毀。 失事地點位在03號跑道盡頭之外的機場周邊範圍內。所有罹難的七名機組員——四名飛行員、兩名機師和一名裝卸長——全是美國公民。
塔利班聲稱為這起飛機失事負責，但後來已排除。一開始根據機組員於起飛後所做的通訊，推測了失事可能肇因於災難性的載物移動，從而使飛機重心後移導致失速墜毀，飛行紀錄器則在飛機起飛後3秒便停止記錄。 根據NTSB最終報告顯示，裝載的12噸防雷裝甲車因裝卸長按照手冊錯誤的計算方式計算綑綁帶數量，導致綑綁帶無法荷載甲車重量而斷裂，向後位移先撞毀飛行紀錄器，衝破貨艙隔艙撞斷2組液壓管線，最後撞毀水平尾翼配平器，以至尾翼無法固定角度使俯仰控制失效，飛機不斷仰高最後失速墜毀。於失事之時，巴格拉姆空軍基地的鄰近地區也有雷雨出現，在墜毀前約35分鐘，風向開始在一小時內改變了120度。 在跑道末端鄰近地區的一名汽車駕駛車上的行車紀錄器碰巧錄下了整起事故的過程，所記錄的影片可在網路上取得。 美國有線電視新聞網指出，一位不願透露姓名的政府官員說該片段是真實可信的。

## 失事調查
美國國家運輸安全委員會和阿富汗民航管理局正在調查這起事故。 美國有線電視新聞網的理察·奎斯特（Richard Quest）說，雖然該調查將由阿富汗當局所主持，但專業技術將由美國國家運輸安全委員會與歐洲的調查機構所提供。 國家運輸安全委員會在4月30日所發布的新聞稿中則報導，美國聯邦航空管理局和波音公司的代表也將在調查中提供專業技術和援助。

## 事後影響
這起事故使得紐西蘭國防軍從阿富汗撤軍的行動中斷，因為距離使用另一架國家航空的飛機來將其設備空運出阿富汗之間只有數小時。失事發生後，紐西蘭國防軍已無限期推遲使用國家航空公司來進行其空運的任務。

## 外部連結
- "Information Related to Flight NCR102." 美國國家航空公司（英语：National Air Cargo）( （页面存档备份，存于）)
- "STATEMENT FROM NATIONAL AIR CARGO." EVA International Media. May 2, 2013. ([])
- Dashcam footage from vehicle （页面存档备份，存于） -LiveLeak（英语：LiveLeak）